# Krzysztof Wyszkowski

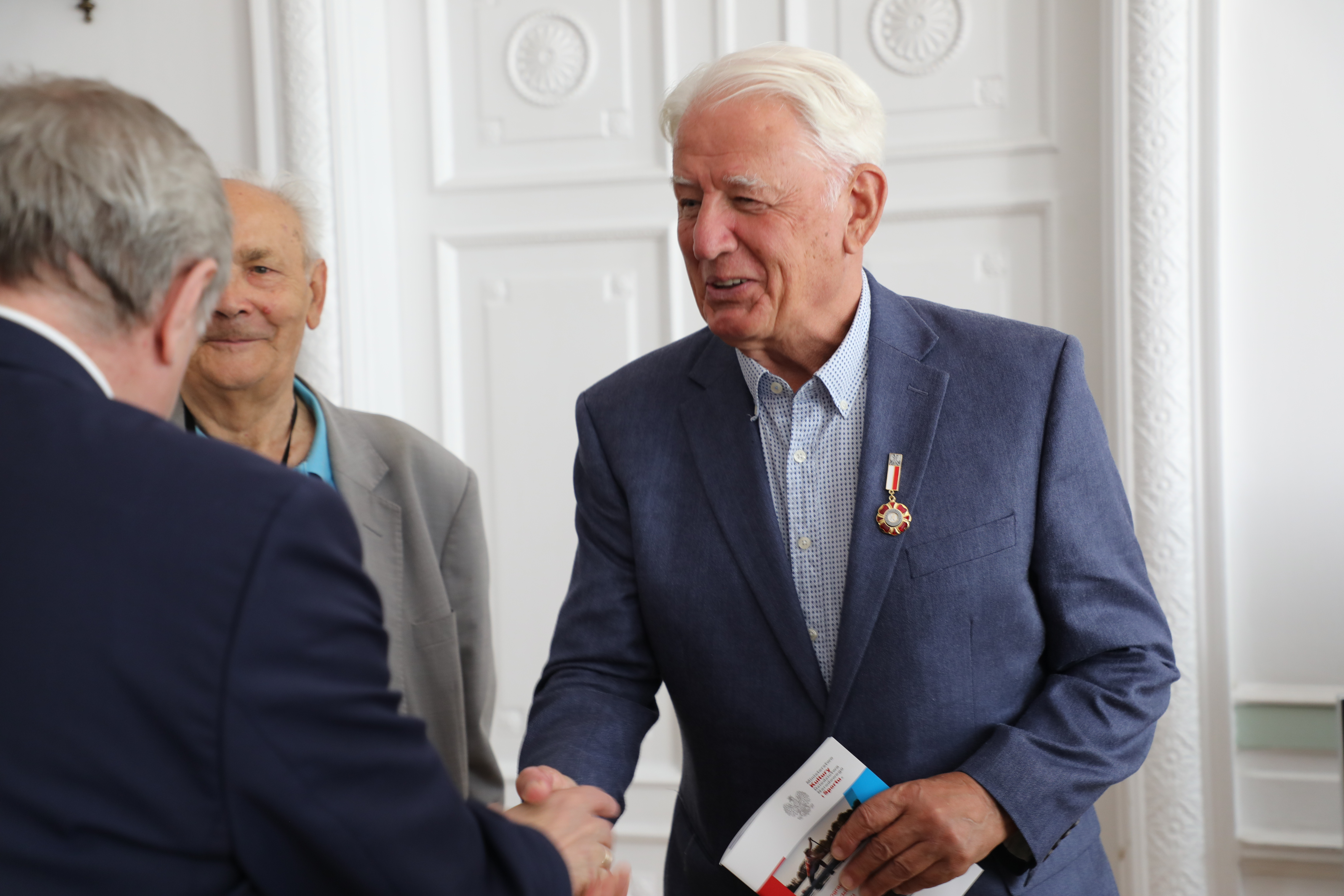
Krzysztof Wyszkowski, w tyle Henryk Jagielski (2021)

Krzysztof Wyszkowski (ur. 10 sierpnia 1947 w Ostrowi Mazowieckiej) – polski polityk, publicysta, działacz opozycji antykomunistycznej w PRL, doradca premierów Jana Krzysztofa Bieleckiego oraz Jana Olszewskiego, od 2016 członek Kolegium Instytutu Pamięci Narodowej.

## Życiorys

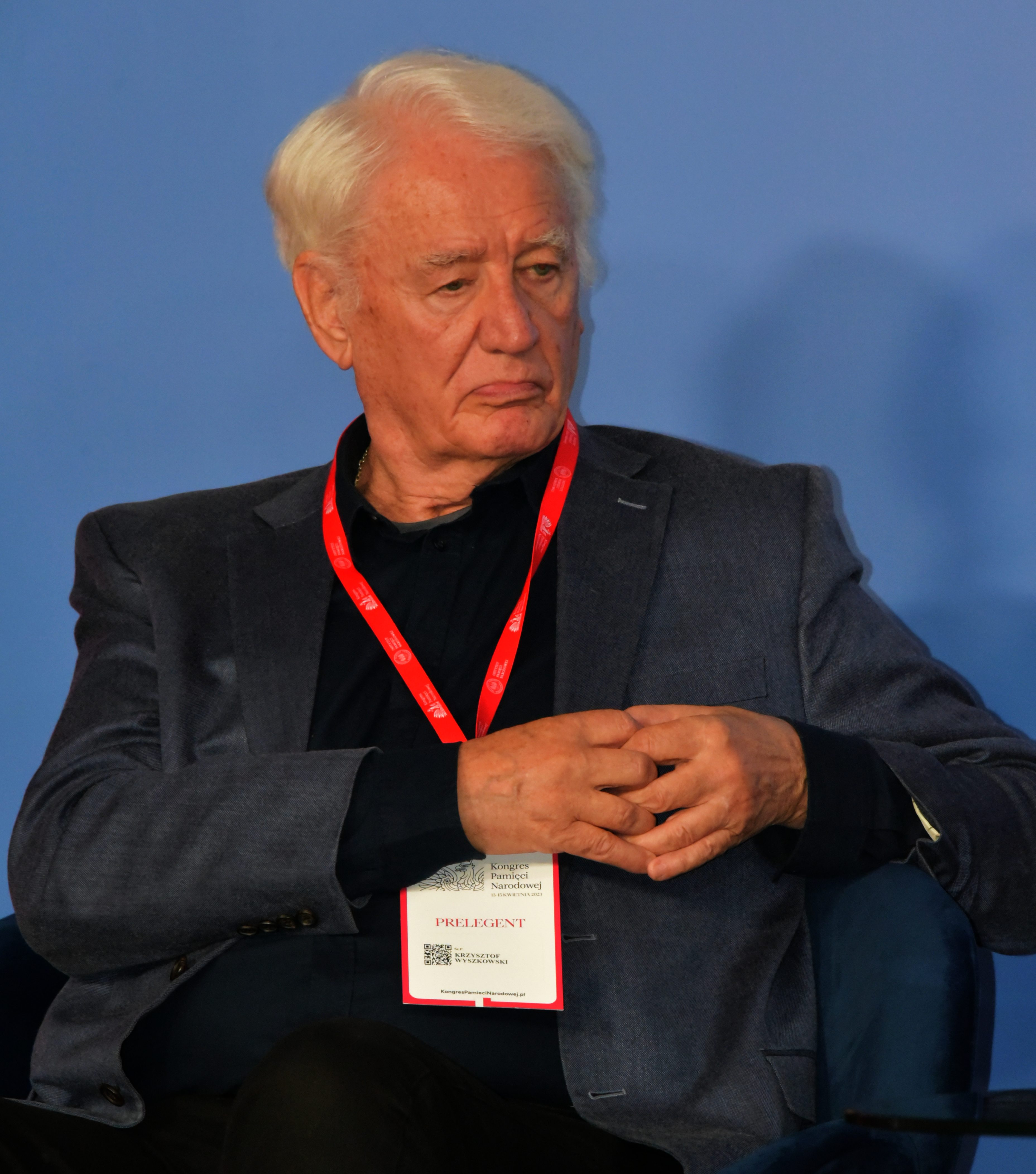
Krzysztof Wyszkowski na Kongresie Pamięci Narodowej (2023)

Faktycznie urodził się 10 sierpnia 1947 w Ostrowi Mazowieckiej. W dokumentach jako datę urodzenia wpisano jednak 10 listopada 1947, a jako miejscowość urodzenia Mrągowo. Również sam Krzysztof Wyszkowski (np. na swojej stronie wyszkowski.com.pl) podał datę i miejsce urodzenia takie jak w oficjalnych dokumentach. Jak sam wskazał, wpisanie fałszywych danych do metryki wynikało z ukrywania się rodziny przed komunistyczną władzą z uwagi na represje wobec jego ojca, który miał być żołnierzem Armii Krajowej.
Ukończył w 1961 Szkołę Podstawową nr 15 w Olsztynie, następnie podjął naukę w II Liceum Ogólnokształcącym im. Konstantego Ildefonsa Gałczyńskiego w Olsztynie, którą przerwał po dwóch latach. Od 1963 pracował zawodowo m.in. jako robotnik w Miejskim Przedsiębiorstwie Budownictwa Miejskiego w Olsztynie, później był operatorem spychacza, konwojentem, ajentem stacji benzynowej i pracownikiem Olsztyńskich Zakładów Samochodowych. W 1975 przeprowadził się do Trójmiasta i zamieszkał w Gdańsku. Od połowy lat 70. z uwagi na działalność antykomunistyczną był inwigilowany i rozpracowany przez funkcjonariuszy SB.
Od 1977 współpracował z Komitetem Samoobrony Społecznej „KOR”. Rok później był współzałożycielem Wolnych Związków Zawodowych Wybrzeża, opracował deklarację WZZ. Pod koniec lat 70. zajmował się wydawaniem publikacji drugiego obiegu. W ramach represji zatrzymywany na 48 godzin, a jego mieszkanie wielokrotnie poddawano przeszukaniom.
W 1980 uczestniczył w strajku sierpniowym w Stoczni Gdańskiej. W 1981 był sekretarzem redakcji „Tygodnika Solidarność”. Po wprowadzeniu stanu wojennego został zatrzymany 13 grudnia 1981 w Grand Hotelu w Sopocie, następnie internowany w Strzebielinku, gdzie prowadził kilkudniową głodówkę protestacyjną. W sierpniu 1982 uciekł, pozostając w ukryciu. W lipcu 1983 został tymczasowo aresztowany, zwolnienie uzyskał na mocy amnestii. Współpracował z prasą podziemną, publikując swoje teksty w „Tygodniku Wojennym”. W maju i sierpniu 1988 uczestniczył w strajkach w Stoczni Gdańskiej.
W 1989 z ramienia Video Studio Gdańsk był obserwatorem obrad Okrągłego Stołu. W tym samym roku został kierownikiem działu politycznego w „Tygodniku Solidarność”.
W 1990, pomimo sporów z Lechem Wałęsą poparł go w wyborach prezydenckich, gdyż uważał, że wśród kandydatów ubiegających się wówczas o urząd prezydenta nie było nikogo lepszego. Wszedł także w skład sztabu wyborczego Lecha Wałęsy. W latach 1991–1992 był doradcą premierów Jana Krzysztofa Bieleckiego i Jana Olszewskiego. Od 1990 należał do Kongresu Liberalno-Demokratycznego, z którego wystąpił w 1992. W wyborach parlamentarnych w 1993 bez powodzenia kandydował do Sejmu z 1. miejsca gdańskiej listy Koalicji dla Rzeczypospolitej (otrzymał 5578 głosów).
Był zatrudniony w Komisji Likwidacyjnej RSW „Prasa-Książka-Ruch”, w latach 90. był członkiem zarządu spółki prawa handlowego Srebrna. Zajął się działalnością publicystyczną m.in. w ramach „Gazety Polskiej”.
Publicznie oskarżył Lecha Wałęsę o współpracę z SB w latach 70., a przedstawicieli NSZZ „Solidarność” o przywłaszczenie pieniędzy otrzymanych we Francji na początku lat 80. od francuskich związkowców. W 2004 oskarżył o współpracę ze Służbą Bezpieczeństwa Małgorzatę Niezabitowską, z którą zetknął się m.in. w redakcji „Tygodnika Solidarność”.
W kwietniu 2010 złożył akces do Prawa i Sprawiedliwości. W wyborach samorządowych w listopadzie 2014 bezskutecznie z ramienia tej partii kandydował do rady miasta Sopotu.
Od kwietnia 2016 do grudnia 2023 był doradcą wojewody pomorskiego Dariusza Drelicha ds. politycznych i historycznych.
W czerwcu 2016 został powołany przez Sejm w skład Kolegium IPN. W czerwcu 2023 wybrany w skład tego gremium na kolejną kadencję.
Wszedł w skład komitetu wspierającego kandydaturę Karola Nawrockiego na prezydenta RP w wyborach w 2025.

## Kontrowersje

### Konflikt z Lechem Wałęsą
Krzysztof Wyszkowski publicznie zarzucił Lechowi Wałęsie współpracę z SB w latach 70., czemu były prezydent konsekwentnie zaprzeczał. Lech Wałęsa wytoczył mu w 2005 proces o naruszenie dóbr osobistych za nazwanie go współpracownikiem SB o pseudonimie „Bolek”. Krzysztof Wyszkowski przegrał ten proces w pierwszej instancji, jednak na skutek odwołania wyrok został uchylony do ponownego rozpoznania. W 2010 Sąd Okręgowy w Gdańsku oddalił pozew byłego prezydenta, nie przesądzając kwestii merytorycznych, uznał bowiem, że Krzysztof Wyszkowski zachował należytą staranność w wykazaniu, iż Lech Wałęsa mógł być tajnym współpracownikiem. Rozpatrując odwołanie Lecha Wałęsy, Sąd Apelacyjny w Gdańsku w 2011 zmienił ten wyrok, uwzględniając w części powództwo i zobowiązując Krzysztofa Wyszkowskiego do przeprosin. W 2017 Sąd Okręgowy w Gdańsku nieprawomocnie nakazał mu zamieścić przeprosiny wobec byłego prezydenta za twierdzenie w mediach, iż wygrał z nim proces dotyczący oskarżenia o bycie tajnym współpracownikiem SB „Bolek”.
W 2009 za nazwanie Krzysztofa Wyszkowskiego w jednym z wywiadów „małpą z brzytwą”, „wariatem” i „chorym debilem”, gdy ten zarzucił mu współpracę z SB, Lech Wałęsa został zobowiązany do zapłaty 7500 zł zadośćuczynienia.
21 kwietnia 2021 Izba Kontroli Nadzwyczajnej Sądu Najwyższego uchyliła wyrok z 2011, nakazujący Wyszkowskiemu przeproszenie Wałęsy za określenie go tajnym współpracownikiem SB.

### Oszczerstwa wobec uczestniczek powstania warszawskiego
10 października 2021 zamieścił wpis na Twitterze, w którym zrównał uczestniczki powstania warszawskiego, sanitariuszki Wandę Traczyk-Stawską i Annę Przedpełską-Trzeciakowską z hitlerowskim zbrodniarzem Oskarem Dirlewangerem, odpowiedzialnym za masowe mordy na ludności cywilnej. Później Wyszkowski przeprosił za te słowa tłumacząc się rozstrojem nerwowym, a rzecznik prasowy Instytutu Pamięci Narodowej potępił jego słowa.

## Życie prywatne
Syn Stefana i Eulalii (Krystyny), brat Błażeja Wyszkowskiego. Ma czworo dzieci.

## Odznaczenia i wyróżnienia
W 2015 został przez prezydenta Andrzeja Dudę odznaczony Krzyżem Wielkim Orderu Odrodzenia Polski, a 13 grudnia 2017 udekorowany przez niego Krzyżem Wolności i Solidarności. W 2021 otrzymał odznakę honorową „Zasłużony dla Kultury Polskiej”.
W 2012 otrzymał Nagrodę im. Prezydenta Lecha Kaczyńskiego. W 2013 wyróżniony doroczną Nagrodą im. św. Grzegorza I Wielkiego, przyznawaną przez miesięcznik „Niezależna Gazeta Polska – Nowe Państwo”. W 2017 podczas sesji Rady Miasta Gdańska odrzucono wniosek o nadanie mu tytułu honorowego obywatela miasta.